# Siri Dokken
Siri Dokken (née le 5 juillet 1966 à Bærum) est une dessinatrice de presse auteure de bande dessinée et illustratrice norvégienne active depuis le début des années 1990. Après avoir passé un an à travailler pour l'hebdomadaire Dag og Tid, elle entre au quotidien Dagsavisen en 1995. Elle y travaille toujours en 2017.

## Distinction
- 1994 : Prix Sproing de la meilleure bande dessinée norvégienne pour Kongens mann (avec Baard Enoksen)
- 2007 : Prix du dessin de presse de l'année
- 2011 : Prix du dessin de presse de l'année pour « Folkekongen », dans le Dagsavisen du 17 octobre 2009